# Ulosyneda insperata
Ulosyneda insperata là một loài bướm đêm trong họ Noctuidae.